# Iris Blaul
Iris Blaul (* 24. Dezember 1955 in Worms) ist eine ehemalige deutsche Politikerin (Die Grünen). Sie gehörte als hessische Staatsministerin von 1991 bis 1995 in verschiedenen Ressorts der hessischen Landesregierung an.

## Ausbildung, Beruf und Privates
Nach dem Abitur im Jahr 1974 studierte Iris Blaul an der Philipps-Universität Marburg Heil- und Sonderpädagogik und Sozialkunde. 1979/80 legte sie das erste Staatsexamen ab und erwarb das Diplom. Nach einem Referendariat an einer Lernbehindertenschule legte sie 1981 auch die zweite Staatsprüfung ab. Nach dem Abschluss arbeitete sie nicht als Lehrerin, sondern als Sprachtherapeutin in Kindertagesstätten.
Blaul lebt in Wiesbaden und hat einen erwachsenen Sohn.

## Politik
Iris Blaul trat 1980 in die hessischen Grünen ein und gehörte damit zu den ersten Parteimitgliedern. Blaul war seit dem 1. Dezember 1982 Mitglied des Hessischen Landtags und wurde dort Vorsitzende ihrer Fraktion. Bei der vorgezogenen Landtagswahl 1983 wurde sie erneut gewählt. Sie kandidierte im Wahlkreis Frankfurt am Main II, zog jedoch über die Landesliste in das Parlament ein. Aufgrund des Rotationsprinzips schied sie im April 1985 aus und machte ihrem Parteifreund Bernd Messinger Platz. Nach dieser Pause zog sie 1987 erneut über die Landesliste in den Landtag ein und wurde nun stellvertretende Fraktionsvorsitzende. In der Diskussion um die Diätenerhöhung im hessischen Landtag 1988 war sie treibende Kraft für die Ablehnung der Erhöhung durch die Grünen. Ihr 1991 verteidigtes Mandat (als weibliche Spitzenkandidatin der Grünen) gab sie am 8. April 1991 auf und wurde hessische Staatsministerin für Jugend, Familie und Gesundheit im Kabinett Eichel I. Ihre Kandidatur war nicht unumstritten. Parteiintern wurde ihr ein früherer Autounfall nach einer alkoholisierten Weihnachtsfeier vorgeworfen. Die grünen-nahe TAZ bewertete dies als eine „parteiinterne Hetzkampagne“. Zu diesem Amt kam nach der Landtagswahl 1995 am 5. April 1995 die Aufgabe als Staatsminister für Umwelt und Energie hinzu. Beide Ämter behielt sie bis zu ihrem Rücktritt am 19. September 1995.
Ihr Name ist verbunden mit dem Ringen um die Ozonverordnung, mit der geplanten Stilllegung des Atommeilers Biblis A und dem Vorschlag, Haschisch in Apotheken zu verkaufen.

## Rücktritt
Grund für den Rücktritt waren schwere Vorwürfe des hessischen Landesrechnungshofs und die Entlassung des erst ein halbes Jahr vorher ernannten Staatssekretärs Johannes Schädler. Schädler wandte sich gegen die von Blaul aufgebaute „interne Machtstruktur“ im Ministerium. Insbesondere wurde die Installation von Blauls Lebensgefährten, Abteilungsleiter Wenzel Mayer, kritisiert, der laut Schädler eine zentrale „und im Stellenplan so nicht vorgesehene Doppelrolle“ spiele. Daraufhin warf Blaul Schädler vor, er sei nicht in der Lage gewesen, die in ihn gesetzten Erwartungen zu erfüllen. Da Schädler nicht freiwillig habe ausscheiden wollen und die „notwendige Korrektur“ ihrer Personalentscheidung den hessischen Landeshaushalt belasten werde, übernehme sie mit ihrem am 19. September 1995 vollzogenen Rücktritt die politische Verantwortung für diese Situation. Anfang Oktober wurde Wenzel Mayer innerhalb des Ministeriums aus der Funktion des Leiters der Zentralabteilung als Chef der Abteilung Immissionsschutz versetzt. Der vom Hessischen Landtag eingesetzte Untersuchungsausschuss kam im Abschlussbericht zu unterschiedlichen Bewertungen. Während CDU und FDP von „totalem politischem Versagen“ sprachen, sahen die Regierungsfraktionen kein wesentliches Fehlverhalten.
Iris Blaul trat in der Folge 1998 auch aus der Partei aus.